# Dynasty: ultimo atto
Dynasty: ultimo atto (Dynasty: The Reunion) è una miniserie televisiva in due puntate prodotta nel 1991 da Richard e Esther Shapiro in collaborazione con Aaron Spelling, e diretta dal regista Irving J. Moore.
Trasmessa negli Stati Uniti il 20 e 22 ottobre 1991 sulla rete televisiva ABC, in Italia andò in onda in prima visione su Rete 4 il 2 e 9 marzo 1992, chiudendo definitivamente le vicende di Dynasty, famoso serial televisivo che occupò gli schermi americani dal 1981 al 1989, e dei Carrington, la benestante famiglia di Denver, in Colorado, protagonista della serie.

## Trama
Nell'ultimo episodio della nona stagione di Dynasty, avevamo visto il magnate petrolifero Blake Carrington venire colpito dalla pistola di un poliziotto corrotto; la sua amata moglie Krystle in coma e la sua tremenda ex-moglie Alexis Colby precipitare da un balcone. Ultimo atto si svolge due anni dopo questi fatti, quando Blake - sopravvissuto alla sparatoria ma in carcere per l'omicidio del suo assalitore, viene graziato e scarcerato.
Krystle si risveglia dal coma dopo l'uscita di prigione di Blake, e torna a Denver dove si riunisce al marito, euforico nel vederla sana e salva. Il figlio maggiore di Blake, Steven, fa ora parte di un gruppo ambientalistico a Washington ed ha una relazione con Bart Fallmont, tornato a Denver. Fallon, la figlia, si è invece separata dal marito Jeff Colby ed ha cresciuto i figli insieme alla sorellastra Krystina, figlia di Blake e Kristle, tornando poi insieme a Miles Colby. Nel frattempo, Sammy Jo - avendo perso la sua fortuna, è tornata a New York riprendendo la sua carriera di modella. In passerella per la Fury Fashion, entra ben presto in contatto con la nuova investitrice della società: la ex-suocera Alexis, miracolosamente sopravvissuta alla caduta di due anni prima. La sorte di Dex Dexter, anche lui caduto dal balcone con Alexis, rimane invece sconosciuta.
Subito diventa chiaro che il fallimento di Blake è stato orchestrato dal Consorzio, una misteriosa organizzazione che ora controlla la Denver-Carrington. La parte più insidiosa del loro piano sembra andare a buon fine quando Krystle, che ha subito il lavaggio del cervello prima del suo ritorno, è costretta a cercare di uccidere Blake. Il suo amore per Blake tuttavia le permette di resistere al potere dell'organizzazione, che per vendetta rapisce Jeff. Miles si unisce al figlio maggiore di Blake, Adam, e all'ex-moglie di Jeff, Kirby Anders, per salvarlo. Nonostante il coinvolgimento di Adam negli affari del Consorzio, lui e Blake riescono a riconciliarsi. Il ragazzo, che riprende con il padre il controllo della Denver-Carrington, riaccende anche la sua storia d'amore con Kirby.
I Carrington si riuniscono nella villa di famiglia ignari però che il capo del Consorzio, Jeremy Van Dorn - sentimentalmente coinvolto con un'ignara Alexis - cerca di ottenere il controllo della sua azienda, la Colbyco, e ucciderla. Jeremy trascina Alexis nel garage e cerca di soffocarla con le esalazioni di una delle auto al suo interno, ma la donna viene salvata da Adam e Jeff, mentre Van Dorn riesce a fuggire. Ma il criminale verrà comunque trovato e arrestato dalla polizia, in realtà membri del Consorzio sotto mentite spoglie. Fallon si rende finalmente conto di amare ancora Jeff, e Blake e Krystle decidono di dare una festa alla villa, alla quale invitano anche Alexis, per festeggiare il ritrovamento della famiglia.

## Produzione
L'improvvisa cancellazione di Dynasty alla fine della stagione 9 aveva lasciato il finale irrisolto e i personaggi in pericolo mortale; John Forsythe, interprete di Blake Carrington, disse al riguardo: "Il modo in cui siamo stati tagliati fuori è vergognoso". Il produttore esecutivo Aaron Spelling, durante la produzione di Dynasty: ultimo atto, disse: "Beethoven può lasciare una sinfonia incompiuta ... noi non pensavamo di poterlo fare con un serial". Desideroso di dare alla serie una giusta chiusura, il cast accettò di tornare "a stipendio leggermente ridotto", e con uno stile più economico rispetto ai costosi set del periodo di massimo splendore. Nonostante questo, Joan Collins, insieme alla sua rivale Linda Evans, nella miniserie vanta ben 42 costumi.
L'attore Al Corley, che aveva abbandonato il serial nel 1982 a causa di divergenze con la produzione, fece ritorno nel ruolo del figlio  omosessuale di Carrington, Steven, nonostante fosse stato sostituito a partire dalla terza serie da Jack Coleman. Con Coleman non disponibile a causa di altri impegni, Corley accettò di ritornare sul set, anche se precedentemente il diverso aspetto fisico di Steven (dovuto al cambio di attore) era stato spiegato attraverso l'uso della chirurgia plastica in seguito ad un'esplosione sulla piattaforma petrolifera. Al pari di Coleman, anche un'altra stella di Dynasty, Gordon Thomson, che interpretava Adam Carrington, venne sostituito, scegliendo per il ruolo l'attore Robin Sachs. All'epoca, infatti, Thomson era sotto contratto con la NBC per la soap opera Santa Barbara.
Dynasty: ultimo atto riunì inoltre buona parte della troupe che lavorò alla serie originale, tra cui gli scrittori e ideatori del serial, Richard e Esther Shapiro, Eileen e Robert Mason Pollock, Edward DeBlasio, la produttrice Elaine Rich, il direttore della fotografia Michel Hugo e la costumista Nolan Miller.